# España en los certámenes de belleza internacionales

## España en Miss Universo
Se denomina Miss España Universo a aquella joven que representa a España en Miss Universo. Esta chica es electa entre miles de candidatas que se presentan cada año a los cástines de la organización Miss España. No precisamente debe ser la ganadora del certamen nacional la que acuda a la cita internacional, en caso de que no cumpla los requisitos impuestos por la organización de Miss Universo o no pueda asistir por cualquier motivo personal, la joven será automáticamente sustituida por su primera dama, y será esta la encargada de ocupar su lugar en el evento.

## Requisitos impuestos por la organización del Miss Universo
- Ser mujer de nacimiento.
- Tener la nacionalidad española.
- Tener entre 18 y 27 años.
- No haber contraído matrimonio nunca.
- No estar, ni haber estado, embarazada.
- Tener la disposición de ser Miss Universo y cumplir con todas las citas que ello conlleva.

## Historia
| Año  |  | Miss España Universo     | Resultado     | Premios               | Sede                 | Entrevista Prel. | T. baño Prel. | T. noche Prel. | Promedio Preliminar | Entrevista   | Traje de baño | Traje de noche | Promedio     | Pregunta final |
| ---- |  | ------------------------ | ------------- | --------------------- | -------------------- | ---------------- | ------------- | -------------- | ------------------- | ------------ | ------------- | -------------- | ------------ | -------------- |
| 2010 |  | Adriana Reverón          | No clasificó  | -                     | Estados Unidos       |                  |               |                |                     |              |               |                |              |                |
| 2009 |  | Estíbaliz Pereira Rabade | No clasificó  | -                     | Bahamas              |                  |               |                |                     |              |               |                |              |                |
| 2008 |  | Claudia Moro Fernández   | TOP 10 (7ª)   | -                     | Vietnam              |                  | -             | -              | -                   |              | 9.150 (4ª)    | 8.200 (7ª)     |              |                |
| 2007 |  | Natalia Zabala           | No clasificó  | -                     | México               |                  |               |                |                     |              |               |                |              |                |
| 2006 |  | Elisabeth Reyes          | No clasificó  | -                     | Estados Unidos       |                  |               |                |                     |              |               |                |              |                |
| 2005 |  | Verónica Hidalgo         | No clasificó  | -                     | Tailandia            |                  |               |                |                     |              |               |                |              |                |
| 2004 |  | María Jesús Ruiz         | No clasificó  | -                     | Ecuador              |                  |               |                |                     |              |               |                |              |                |
| 2003 |  | Eva González             | No clasificó  | -                     | Panamá               |                  |               |                |                     |              |               |                |              |                |
| 2002 |  | Vania Millán             | No clasificó  | -                     | Puerto Rico          |                  |               |                |                     |              |               |                |              |                |
| 2001 |  | Eva Sisó Casals          | TOP 10 (6ª)   | -                     | Puerto Rico          |                  | -             | -              | -                   |              | 9,16 (6ª)     | 9,41 (5ª)      | 9,285 (6ª)   |                |
| 2000 |  | Helen Lindes             | 2ª Dama       | Miss Fotogenia        | Chipre               |                  | -             | -              | -                   |              | 9,02 (5ª)     | 9,51 (3ª)      | 9,27 (3ª)    | 9,21 (2ª)      |
| 1999 |  | Diana Nogueira           | 2ª Dama       | -                     | Trinidad y Tobago    | -                | -             | -              | -                   | 8,90 (7ª)    | 9,33 (1ª)     | 9,45 (1ª)      | 9,22 (3ª)    | 9,56 (1ª)      |
| 1998 |  | María José Besora        | No clasificó  | -                     | Estados Unidos       |                  |               |                |                     |              |               |                |              |                |
| 1997 |  | Inés Sainz               | No clasificó  | -                     | Estados Unidos       | 8,93 (32.ª)      | 8,09          | 8,46           | 8,493 (33.ª)        |              |               |                |              |                |
| 1996 |  | María José Suárez        | No clasificó  | -                     | Estados Unidos       | 8,81             | 8,65          | 8,89           | 8,783 (17.ª)        |              |               |                |              |                |
| 1995 |  | María Reyes Vázquez      | No clasificó  | Mejor Traje Típico    | Namibia              | 8,99             | 8,94          | 9,21           | 9,0747 (13.ª)       |              |               |                |              |                |
| 1994 |  | Raquel Rodríguez         | No clasificó  | -                     | Filipinas            | 9,35             | 8,08          | 8,32           | 8,583 (37.ª)        |              |               |                |              |                |
| 1993 |  | Eugenia Santana          | TOP 10 (10ª)  | Miss Fotogenia        | México               | 9,29 (11.ª)      | 9,34 (2ª)     | 8,97 (7ª)      | 9,202 (5ª)          | 8,914 (10.ª) | 8,800 (10.ª)  | 9,167 (9ª)     | 8,960 (10.ª) |                |
| 1992 |  | Virginia García          | No clasificó  | 3º Mejor Traje Típico | Tailandia            | 8,76 (16.ª)      | 8,34 (32.ª)   | 8,56 (23.ª)    | 8,553 (23.ª)        |              |               |                |              |                |
| 1991 |  | Esther Arroyo            | No clasificó  | -                     | Estados Unidos       | 8,52 (42.ª)      | 8,53 (13.ª)   | 8,64 (14.ª)    | 8,563 (17.ª)        |              |               |                |              |                |
| 1990 |  | Raquel Revuelta          | No clasificó  | -                     | Estados Unidos       | 7,46 (54.ª)      | 7,45 (39.ª)   | 7,64 (30ª)     | 7,517 (43.ª)        |              |               |                |              |                |
| 1989 |  | Eva María Pedraza        | No clasificó  | -                     | México               |                  |               |                |                     |              |               |                |              |                |
| 1988 |  | Sonsoles Artigas         | No clasificó  | -                     | Taiwán               |                  |               |                |                     |              |               |                |              |                |
| 1987 |  | Remedios Cervantes       | No clasificó  | -                     | Singapur             | -                | 7,555 (16.ª)  | -              | -                   |              |               |                |              |                |
| 1986 |  | Concha Tur Espinosa      | No clasificó  | -                     | Panamá               | -                | 8,110 (10.ª)  | -              | -                   |              |               |                |              |                |
| 1985 |  | Teresa Sánchez           | 1ª Dama       | 2º Mejor Traje Típico | Estados Unidos       | -                | -             | -              | 8,251 (1ª)          | 8,793 (1ª)   | 9,331 (1ª)    | 8,660 (6ª)     | 8,928 (1ª)   |                |
| 1984 |  | Garbiñe Abásolo          | No clasificó  | Miss Fotogenia        | Estados Unidos       | -                | 7,244 (28.ª)  | -              | -                   |              |               |                |              |                |
| 1983 |  | Ana Isabel Herrero       | TOP 12 (12.ª) | -                     | Estados Unidos       | -                | 7,872 (16.ª)  | -              | 8,098 (10.ª)        | 8,261 (12.ª) | 8,577 (11.ª)  | 8,788 (12.ª)   | 8,542 (12.ª) |                |
| 1982 |  | Cristina Pérez           | No clasificó  | -                     | Perú                 | -                | 7,150 (24.ª)  | -              | -                   |              |               |                |              |                |
| 1981 |  | Francisca Ondiviela      | No clasificó  | -                     | Estados Unidos       | -                | 6,920 (39.ª)  | -              | -                   |              |               |                |              |                |
| 1980 |  | Yolanda Hoyos            | No clasificó  | -                     | Corea del Sur        | -                | 7,036 (31.ª)  | -              | -                   |              |               |                |              |                |
| 1979 |  | Gloria María Valenciano  | No clasificó  | -                     | Australia            | -                | 7,418 (17.ª)  | -              | -                   |              |               |                |              |                |
| 1978 |  | Guillermina Ruiz         | 2ª Dama       | -                     | México               | -                | -             | -              | -                   | 6,500 (5ª)   | 6,870 (3ª)    | 7,545 (1ª)     | 6,972 (3ª)   |                |
| 1977 |  | Luz María Polegre        | TOP 12        | -                     | República Dominicana |                  |               |                |                     |              |               |                |              |                |
| 1976 |  | Olga Fernández           | No clasificó  | -                     | Hong Kong            |                  |               |                |                     |              |               |                |              |                |
| 1975 |  | Chelo Martín             | No clasificó  | -                     | El Salvador          |                  |               |                |                     |              |               |                |              |                |
| 1974 |  | Amparo Muñoz             | Ganó          | Miss Universo         | Filipinas            |                  |               |                |                     |              |               |                |              |                |
| 1973 |  | Rocío Martín             | 3ª Dama       | Mejor Traje Típico    | Grecia               |                  |               |                |                     |              |               |                |              |                |
| 1972 |  | María del Carmen Muñoz   | No clasificó  | -                     | Puerto Rico          |                  |               |                |                     |              |               |                |              |                |
| 1971 |  | Josefina Román           | TOP 12        | -                     | Estados Unidos       |                  |               |                |                     |              |               |                |              |                |
| 1970 |  | Noelia Afonso            | No clasificó  | -                     | Estados Unidos       |                  |               |                |                     |              |               |                |              |                |
| 1969 |  | Amparo Rodrigo           | No clasificó  | -                     | Estados Unidos       |                  |               |                |                     |              |               |                |              |                |
| 1968 |  | Yolanda Legarreta        | No clasificó  | -                     | Estados Unidos       |                  |               |                |                     |              |               |                |              |                |
| 1967 |  | Francisca Delgado        | TOP 15        | -                     | Estados Unidos       |                  |               |                |                     |              |               |                |              |                |
| 1966 |  | Paquita Torres Pérez     | TOP 15        | Miss Simpatía         | Estados Unidos       |                  |               |                |                     |              |               |                |              |                |
| 1965 |  | Alicia Borrás            | No clasificó  | -                     | Estados Unidos       |                  |               |                |                     |              |               |                |              |                |
| 1964 |  | María José Ulla          | No clasificó  | -                     | Estados Unidos       |                  |               |                |                     |              |               |                |              |                |
| 1963 |  | María Rosa Pérez         | No clasificó  | -                     | Estados Unidos       |                  |               |                |                     |              |               |                |              |                |
| 1962 |  | Conchita Roig            | No clasificó  | -                     | Estados Unidos       |                  |               |                |                     |              |               |                |              |                |
| 1961 |  | Pilar Gil                | No clasificó  | -                     | Estados Unidos       |                  |               |                |                     |              |               |                |              |                |
| 1960 |  | María Teresa del Río     | 4ª Dama       | -                     | Estados Unidos       |                  |               |                |                     |              |               |                |              |                |

## Miss España Mundo
Se denomina Miss España Mundo a aquella joven que representa a España en Miss Mundo. Esta chica es electa entre miles de candidatas que se presentan cada año a los cástines de la organización Miss España. No suele ser la ganadora del certamen nacional ya que normalmente es la primera dama la que acude al certamen internacional, en caso de que no cumpla los requisitos impuestos por la organización de Miss Mundo o no pueda asistir por cualquier motivo personal, la joven será automáticamente sustituida por la segunda dama o por la ganadora, y será esta la encargada de ocupar su lugar en el evento.

## Requisitos impuestos por la organización del Miss Mundo
- Que la delegada sea mujer de nacimiento.
- Que nunca se haya casado.
- Nunca haber estado embarazada.
- Tener entre 16 y 26 años cumplidos a la fecha del certamen (aunque suele hacer excepciones).
- Tener la nacionalidad española.
- Ser la ganadora del título nacional, o en su defecto, co-ganadora; también se acepta, en casos muy especiales, que la delegada sea designada.

## Historia
| Año  |   | Miss España Mundo                | Resultado    | Sede                  |
| ---- | - | -------------------------------- | ------------ | --------------------- |
| 2010 |   | Fátima Jiménez                   | No clasificó | China                 |
| 2009 |   | Carmen Laura García              | No clasificó | Sudáfrica             |
| 2008 |   | Patricia Rodríguez               | TOP 15       | Sudáfrica             |
| 2007 |   | Natalia Zabala                   | No clasificó | China                 |
| 2006 |   | Inmaculada Torres Del Rey        | No clasificó | Polonia               |
| 2005 |   | Mireia Verdú Tremosa             | TOP 15       | China                 |
| 2004 |   | Maite Medina Cerrato             | No clasificó | China                 |
| 2003 |   | María Teresa Martín Bueno        | No clasificó | China                 |
| 2002 |   | Lola Alcocer                     | No clasificó | Nigeria / Reino Unido |
| 2001 |   | Macarena García Naranjo          | TOP 10       | Sudáfrica             |
| 2000 |   | Verónica García Benito           | No clasificó | Reino Unido           |
| 1999 |   | Lorena Bernal Pascual            | TOP 10       | Reino Unido           |
| 1998 |   | Rocío Jiménez Fernández          | No clasificó | Seychelles            |
| 1997 |   | Nuria Avellaneda Gallego         | No clasificó | Seychelles            |
| 1996 |   | Patricia Ruiz Fernández          | No clasificó | La India              |
| 1995 |   | Candelaria Rodríguez Pacheco     | No clasificó | Sudáfrica             |
| 1994 |   | Virginia Pareja Garófano         | No clasificó | Sudáfrica             |
| 1993 |   | Araceli García Eugenio           | No clasificó | Sudáfrica             |
| 1992 |   | Samantha Torres Waldrón          | No clasificó | Sudáfrica             |
| 1991 |   | María Candelaria Moreno Navarro  | No clasificó | Estados Unidos        |
| 1990 |   | María del Carmen Carrasco García | No clasificó | Reino Unido           |
| 1989 |   | Eva María Pedraza López          | No clasificó | Hong Kong             |
| 1988 |   | Susana de la Llave Varón         | TOP 5        | Reino Unido           |
| 1987 |   | Sonsoles Artigas Medero          | No clasificó | Reino Unido           |
| 1986 |   | Remedios Cervantes               | No clasificó | Reino Unido           |
| 1985 |   | María Amparo Martínez Cerdám     | No clasificó | Reino Unido           |
| 1984 |   | Juncal Rivero                    | No clasificó | Reino Unido           |
| 1983 |   | Milagros Pérez Castro            | No clasificó | Reino Unido           |
| 1982 |   | Ana Isabel Herrero García        | No clasificó | Reino Unido           |
| 1981 |   | Cristina Pérez Cottrell          | No clasificó | Reino Unido           |
| 1980 |   | Francisca Ondiviela              | No clasificó | Reino Unido           |
| 1979 |   | Lola Forner Toro                 | TOP 15       | Reino Unido           |
| 1978 |   | Gloria María Valenciano Rijo     | TOP 5        | Reino Unido           |
| 1977 |   | Guillermina Ruiz Doménech        | TOP 15       | Reino Unido           |
| 1976 |   | Luz María Polegre Hernández      | TOP 15       | Reino Unido           |
| 1975 | - | No participó                     | -            | Reino Unido           |
| 1974 |   | Natividad Rodríguez Fuentes      | TOP 15       | Reino Unido           |
| 1973 |   | Mariona Rosell                   | No clasificó | Reino Unido           |
| 1972 |   | María del Carmen Muñoz Castañón  | No clasificó | Reino Unido           |
| 1971 |   | María García García              | TOP 15       | Reino Unido           |
| 1970 |   | Josefina Román Gutiérrez         | No clasificó | Reino Unido           |
| 1969 | - | No participó                     | -            | Reino Unido           |
| 1968 | - | No participó                     | -            | Reino Unido           |
| 1967 | - | No participó                     | -            | Reino Unido           |
| 1966 | - | No participó                     | -            | Reino Unido           |
| 1965 | - | No participó                     | -            | Reino Unido           |
| 1964 |   | María José Ulla Madronero        | TOP 16       | Reino Unido           |
| 1963 |   | Encarnación Zalabardo            | No clasificó | Reino Unido           |
| 1962 |   | Conchita Roig Urpi               | No clasificó | Reino Unido           |
| 1961 |   | Carmen Cervera                   | 2ª Dama      | Reino Unido           |
| 1960 | - | Concepción Molinera Palacios     | No clasificó | Reino Unido           |

## España en Miss Internacional
Se denomina Miss España Internacional a aquella joven que representa a España en Miss Internacional. Esta chica es electa entre miles de candidatas que se presentan cada año a los cástines de la organización Miss España. No suele ser la ganadora del certamen nacional ya que normalmente es la segunda dama la que acude al certamen internacional, en caso de que no cumpla los requisitos impuestos por la organización de Miss Internacional o no pueda asistir por cualquier motivo personal, la joven será automáticamente sustituida por la primera dama o por la ganadora, y será esta la encargada de ocupar su lugar en el evento.

## Historia
| Año  |   | Miss España Internacional          | Resultado    | Premios                                 | Sede           |
| ---- | - | ---------------------------------- | ------------ | --------------------------------------- | -------------- |
| 2010 |   | Desirée Panal                      | TOP 15       | -                                       | China          |
| 2009 |   | Melania Santiago                   | TOP 15       | -                                       | China          |
| 2008 |   | Alejandra Andreu                   | Ganó         | Miss Internacional y Miss Fotogenia     | Japón / China  |
| 2007 |   | Nerea Arce Alea                    | TOP 15       | -                                       | Japón          |
| 2006 |   | Sara Sánchez Torres                | TOP 12       | -                                       | Japón / China  |
| 2005 |   | María del Pilar Domínguez          | No clasificó | -                                       | Japón          |
| 2004 |   | Cristina Torres Domínguez          | TOP 15       | -                                       | China          |
| 2003 |   | María Carrillo Reyes               | No clasificó | -                                       | Japón          |
| 2002 |   | Laura Espinosa Huertas             | TOP 12       | -                                       | Japón          |
| 2001 |   | Ayola Molina Carrasco              | TOP 15       | -                                       | Japón          |
| 2000 |   | Raquel Gonzales Rovira             | No clasificó | -                                       | Japón          |
| 1999 |   | Carmen Fernández Ruiz              | 1ª Dama      | -                                       | Japón          |
| 1998 |   | Vanessa Romero Torres              | TOP 15       | -                                       | Japón          |
| 1997 |   | Isabel Gil Gambín                  | TOP 15       | -                                       | Japón          |
| 1996 |   | Rosa María Casado Teixidor         | TOP 15       | -                                       | Japón          |
| 1995 |   | Jimena Garay                       | TOP 15       | -                                       | Japón          |
| 1994 |   | Carmen María Vicente Abellán       | 2ª Dama      | -                                       | Japón          |
| 1993 |   | Ana Piedad Galván Malagón          | No clasificó | -                                       | Japón          |
| 1992 |   | Samantha Torres Waldrón            | TOP 15       | -                                       | Japón          |
| 1991 |   | Elodie Chantal Jordá de Quay       | TOP 15       | -                                       | Japón          |
| 1990 |   | Silvia de Esteban Niubó            | Ganó         | Miss Internacional                      | Japón          |
| 1989 |   | Mercedes Martín Mier               | TOP 15       | -                                       | Japón          |
| 1988 |   | María Carmen Aragall Casadellá     | TOP 15       | -                                       | Japón          |
| 1987 |   | Ana García Bonilla                 | TOP 15       | -                                       | Japón          |
| 1986 |   | Irán Pont Gil                      | TOP 15       | -                                       | Japón          |
| 1985 |   | Beatriz Molero Beltrán             | TOP 15       | -                                       | Japón          |
| 1984 |   | Soledad Marisol Pila Balanza       | TOP 15       | -                                       | Japón          |
| 1983 |   | Milagros Pérez Castro              | TOP 15       | -                                       | Japón          |
| 1982 |   | María del Carmen Arqués Vicente    | 1ª Dama      | -                                       | Japón          |
| 1981 |   | Francisca Ondiviela                | No clasificó | -                                       | Japón          |
| 1980 |   | María Agustina García Alcaide      | 2ª Dama      | Miss Elegancia                          | Japón          |
| 1979 |   | Yolanda María Hoyos Vega           | No clasificó | -                                       | Japón          |
| 1978 |   | María Inmaculada Arencibia Parrado | No clasificó | -                                       | Japón          |
| 1977 |   | Pilar Medina Cañadell              | Ganó         | Miss Internacional y Mejor traje Típico | Japón          |
| 1976 | - | Victoria Martín González           | TOP 15       | -                                       | Japón          |
| 1975 |   | María Teresa Maldonado Valle       | No clasificó | -                                       | Japón          |
| 1974 | - | Consuelo "Chelo" Martín López      | TOP 15       | -                                       | Japón          |
| 1973 |   | María Isabel Lorenzo Saavedra      | 3ª Dama      | Miss Fotogenía                          | Japón          |
| 1972 |   | Gloria Puyol Toledo                | No clasificó | -                                       | Japón          |
| 1971 | - | Consuelo Varela Costales           | No clasificó | -                                       | Estados Unidos |
| 1970 |   | María García García                | No clasificó | -                                       | Japón          |
| 1969 | - | Mery de Lara Caballero             | TOP 15       | -                                       | Japón          |
| 1968 |   | Yolanda Legarreta Urquijo          | No clasificó | -                                       | Japón          |
| 1967 |   | Amparo Ruiz                        | No clasificó | -                                       | Estados Unidos |
| 1965 |   | Rafaela Roque Sánchez              | TOP 15       | -                                       | Estados Unidos |
| 1964 |   | Lucía Pilar Herrera                | No clasificó | -                                       | Estados Unidos |
| 1963 |   | Encarnación Zalabardo              | No clasificó | -                                       | Estados Unidos |
| 1962 | - | No participó                       | -            | -                                       | Estados Unidos |
| 1961 |   | Carmen Cervera                     | 2ª Dama      | -                                       | Estados Unidos |
| 1960 |   | Elena Herrera Dávila-Núñez         | No clasificó | -                                       | Estados Unidos |

## España en Miss Tierra
| Año  |   | Miss España Tierra   | Resultado    | Premios           | Sede      |
| ---- | - | -------------------- | ------------ | ----------------- | --------- |
| 2001 |   | Noemi Caldas Ortiz   | No clasificó | -                 | Filipinas |
| 2002 |   | Cristina Carpintero  | TOP 10       | -                 | Filipinas |
| 2003 | - | No participó         | -            | -                 | Filipinas |
| 2004 | - | No participó         | -            | -                 | Filipinas |
| 2005 | - | No participó         | -            | -                 | Filipinas |
| 2006 |   | Rocío Cazallas Grau  | TOP 16       | -                 | Filipinas |
| 2007 |   | Ángela Gómez Duran   | 3ª Dama      | Miss Tierra Fuego | Filipinas |
| 2008 |   | Adriana Reverón      | TOP 8        | -                 | Filipinas |
| 2009 |   | Alejandra Echevarría | 3ª Dama      | Miss Tierra Fuego | Filipinas |
| 2010 | - | No participó         | -            | -                 | Vietnam   |

## España en Miss Europa
Se denomina Miss España Europa a aquella joven que representa a España en Miss Europa. Esta chica es electa entre miles de candidatas que se presentan cada año a los cástines de la organización Miss España. No suele ser la ganadora del certamen nacional ya que normalmente es la segunda dama, o en su defecto una de las finalistas, la que acude al certamen internacional, en caso de que no cumpla los requisitos impuestos por la organización de Miss Europa o no pueda asistir por cualquier motivo personal, la joven será automáticamente sustituida por otra delegada, y será esta la encargada de ocupar su lugar en el evento.

## Historia
| Año       |               | Miss España Universo                    | Resultado     | Premios                        | Sede                            |
| --------- | ------------- | --------------------------------------- | ------------- | ------------------------------ | ------------------------------- |
| 2006      | -             | Laura Ojeda Ramírez                     | 2ª Dama       | -                              | Ucrania                         |
| 2005      | -             | Farah Ahmed Ali                         | No clasificó  | -                              | Francia                         |
| 2003      | -             | Patricia Ledesma Nieto                  | 3ª Dama       | -                              | Francia                         |
| 2002      | -             | Gemma Ruiz García                       | No clasificó  | Miss Fotogenía                 | Líbano                          |
| 2001      | -             | Verónica Martín García                  | 4ª Dama       | -                              | Líbano                          |
| 1999      | -             | Inmaculada Nadal González               | No clasificó  | -                              | Líbano                          |
| 1997      | -             | Patricia Jañez Rodríguez                | 2ª Dama       | -                              | Ucrania                         |
| 1996      | -             | Aurelia Barrera Escalera                | 4ª Dama       | -                              | Albania                         |
| 1995      | -             | Ana Martínez Conde                      | No clasificó  | -                              | Turquía                         |
| 1994      | -             | Laura Marina Vicente Barreto            | TOP 12        | -                              | Turquía                         |
| 1993      | -             | Ana María Pérez Ayllón                  | 3ª Dama       | -                              | Turquía                         |
| 1992      | -             | Sofía Mazagatos                         | TOP 12        | -                              | Grecia                          |
| 1991      | -             | Silvia Jato de Esteban Niubó            | 2ª Dama       | Miss Simpatía y Miss Fotogenía | Senegal                         |
| 1988      | -             | Ana Jesús Rebollos Fernández            | TOP 12        | -                              | Italia                          |
| 1985      | -             | Juncal Rivero                           | Ganó          | Miss Europa                    | Alemania                        |
| 1984      | -             | Garbiñe Abásolo García                  | No clasificó  | Miss Fotogenia                 | Austria                         |
| 1982      | -             | Cristina Pérez Cottrell                 | 2ª Dama       | -                              | Turquía                         |
| 1981      | -             | María Agustina García Alcaide           | TOP 11        | -                              | Inglaterra                      |
| 1980      | -             | Lola Forner Toro                        | 2ª Dama       | Miss Fotogenía                 | España                          |
| 1978      | -             | Guillermina Ruiz Domenech               | No clasificó  | -                              | Finlandia                       |
| 1976      | -             | Olga Fernández Pérez                    | No clasificó  | -                              | Grecia                          |
| 1974      | -             | María Isabel "Maribel" Lorenzo Saavedra | Ganó          | Miss Europa                    | Austria                         |
| 1973      | -             | Amparo Muñoz                            | 1ª Dama       | -                              | Austria                         |
| 1972      | -             | María del Carmen Muñoz Castañón         | No clasificó  | -                              | Portugal                        |
| 1971      | -             | Josefina Román Gutiérrez                | No clasificó  | Miss Simpatía                  | Túnez                           |
| 1970      | -             | Noelia Alfonso Cabrera                  | Ganó          | Miss Europa                    | Grecia                          |
| 1969      | -             | María Amparo Rodrigo Lorenzo            | 4ª Dama       | -                              | Marruecos                       |
| 1968      | -             | Francisca Delgado Sánchez               | No clasificó  | -                              | República Democrática del Congo |
| 1967      | -             | Paquita Torres Pérez                    | Ganó          | Miss Europa                    | Francia                         |
| 1966      | -             | Rafaela Roque Sánchez                   | 3ª Dama       | -                              | Francia                         |
| 1965      | -             | Alicia Borrás                           | 3ª Dama       | -                              | Francia                         |
| 1964      | -             | Rosa María Ruiz                         | 4ª Dama       | -                              | Líbano                          |
| 1963      | -             | María del Carmen Abreu                  | No clasificó  | -                              | Líbano                          |
| 1962      | -             | Maruja García Nicoláu                   | Ganó          | Miss Europa                    | Líbano                          |
| 1961      | -             | Carmen Cervera                          | 3ª Dama       | -                              | Líbano                          |
| 1960      | -             | Elena Herrera Dávila-Núñez              | No clasificó  | -                              | Líbano                          |
| 1959      | -             | No participó                            | -             | -                              | Italia                          |
| 1958      | -             | Adela Bustillo                          | No clasificó  | -                              | Turquía                         |
| 1957      | -             | Viola López Martínez                    | No clasificó  | -                              | Alemania                        |
| 1948-1956 | No participó  | No participó                            | No participó  |                                |                                 |
| 1939-1947 | No se celebró | No se celebró                           | No se celebró |                                |                                 |
| 1938      | -             | Isa Reyes                               | No clasifcó   | -                              | Dinamarca                       |
| 1937      | -             | Ambarina De Los Reyes                   | No clasificó  | -                              | Argelia                         |
| 1936      | -             | Antonita Arquès                         | Ganó          | Miss Europa                    | Túnez                           |
| 1935      | -             | Alicia Navarro Cambronero               | Ganó          | Miss Europa                    | Inglaterra                      |
| 1929-1934 | No clasificó  | No clasificó                            | No clasificó  |                                |                                 |

- Datos: Q5840022